# Patrick Quivrin
Patrick Quivrin, né le 6 novembre 1952, est un escrimeur français.

## Carrière
Il est sacré champion de France au sabre en 1975 et en 1976.
Il participe aux Jeux olympiques d'été de 1976 à Montréal, sans obtenir de podium